# Sicalis luteola
Малката шафранова чинка (Sicalis luteola) е вид птица от семейство Тангарови (Thraupidae).

## Разпространение
Видът е разпространен в Антигуа и Барбуда, Аржентина, Барбадос, Белиз, Боливия, Бразилия, Венецуела, Гваделупа, Гватемала, Гвиана, Доминика, Еквадор, Колумбия, Коста Рика, Мартиника, Мексико, Монсерат, Никарагуа, Панама, Парагвай, Перу, Сейнт Китс и Невис, Сейнт Лусия, Сейнт Винсент и Гренадини, Суринам, Тринидад и Тобаго, Уругвай, Френска Гвиана, Хондурас и Чили.